# Holland's Next Top Model
"Holland's Next Top Model" è un reality show olandese, basato sul format americano "America's Next Top Model", andato in onda per quattro edizioni di fila tra il 2006 e il 2008 sotto la conduzione di Yfke Sturm per le prime due, e Daphne Deckers per le ultime; nella stagione televisiva 2009/2010, con al timone sempre la Deckers, è andato in onda "Benelux' Next Top Model" (per un totale di due stagioni), che vedeva competere per l'ambito titolo ragazze provenienti da Paesi Bassi e Belgio.
Nel 2011 il programma torna ad essere soltanto olandese, con la messa in onda della quinta edizione (ancora una volta viene confermata la Dekkers alla conduzione).
Il 26 agosto 2013 è andata in onda la prima puntata della sesta edizione, affidata questa volta alla modella Anouk Smulders. Il 4 settembre 2017 ha preso il via la decima edizione del programma, con diverse novità: una nuova conduttrice, Anna Nooshin, due nuovi giudici, lo stilista JeanPaul Paula e l'ex vincitrice del programma Kim Feenstra così come la possibilità di partecipazione per gli uomini.
Il meccanismo di eliminazione di tutte le edizioni è uguale a quello del format originale: le concorrenti vengono giudicate dalla conduttrice e dai suoi collaboratori, quindi viene stilata una classifica di merito, al termine della quale due ragazze finiscono a rischio eliminazione, con una di loro due eliminata definitivamente; raramente, si assiste ad una doppia eliminazione. Diverse sono state le eliminazioni che hanno colpito i telespettatori e le stesse ragazze: 

- Nell'ottavo episodio della prima stagione, la concorrente Ovo viene chiamata come prima in classifica, scoprendo però che in realtà non è la migliore della settimana, ma che è eliminata 

- Nel quarto episodio della seconda stagione, le concorrenti Bengü e Maan sono al ballottaggio ed entrambe vengono eliminate, con la prima che si accascia a terra totalmente devastata e in lacrime 

- Nel quarto episodio della terza stagione, le concorrenti Anna e Monique vengono chiamate a metà classifica come se fossero salve dall'eliminazione, in realtà vengono entrambe mandate a casa 

- Nel quarto episodio della sesta stagione, le concorrenti Demy e Milou sono al ballottaggio ed entrambe vengono eliminate 

- Nel terzo episodio della settima stagione, le concorrenti Roos e Sagal sono al ballottaggio ed entrambe vengono eliminate 

- Nel settimo episodio dell'ottava stagione, le concorrenti Laurie e Sterre sono al ballottaggio ed entrambe vengono eliminate 

- Nel quinto episodio della nona stagione, le concorrenti Arantxa e Sarah sono al ballottaggio ed entrambe vengono eliminate
Il meccanismo di scelta del vincitore è invece diverso dal format originale; infatti viene scelta non dai giudici, ma dai voti del pubblico dell'auditorium dove si svolge la finale (che quindi è dal vivo). Nella nona edizione, il voto del pubblico ha permesso il rientro in gara di una concorrente precedentemente eliminata: la fortunata ad essere ripescata è stata Colette Kanza, classificatasi infine al secondo posto.

## Edizioni
| Edizione | Data d'inizio     | Vincitrice           | Seconda classificata                              | Altre concorrenti in ordine di eliminazione | Numero concorrenti | Destinazione internazionale    |
| -------- | ----------------- | -------------------- | ------------------------------------------------- | --- | ------------------ | ------------------------------ |
| 1        | 4 settembre 2006  | Sanne Nijhof         | Sylvia Geersen                                    | Kathelijn Brouwers, Stefanie Kouwen, Annika Elschot, Charmayne de Bruyn, Anna Marie van Vliet, Marcia Bunk, Ovo Drenth, Daisy van Belzen | 10                 | New York                       |
| 2        | 12 marzo 2007     | Kim Feenstra         | Christa Verboom                                   | Gioia de Bruijn, Sharmyla de Jong, Maan Limburg e Bengü Orhan, Tanimara Teterissa, Sandra van Amstel, Loïs Hoeboer, River Hoeboer, Bodil de Jong, Sabrina van der Donk                                                                            | 12                 | Città del Capo                 |
| 3        | 15 ottobre 2007   | Cecile Sinclair      | Kassandra Schreuder                               | Iris Maren Dekkers, Cicilia Kembel (ritirata), Shardene van den Boorn, Nana Kwakye, Anna Jonckers e Monique Berends, Anne Nolet, Lilly Naarden, Sophie Deahl, Carmen Klaassen                                                                     | 12                 | San Paolo                      |
| 4        | 31 marzo 2008     | Ananda Marchildon    | Yvette Broch                                      | Anna Esajan e Franca Nieuwenhuys, Joosje de Grave, Laura Gerot, Daniëlle Marcus, Claudia Westod, Victoria Rerikh, Annika Schippers, Maj-Britt Zantkuijl, Patricia van der Vliet, Jennifer Melchers                                                | 13                 | Koh Samui                      |
| 5        | 5 settembre 2011  | Tamara Slijkhuis     | Elise Winklaar                                    | Leontine Sijtsma, Sonja Kester, Gésanne Jongman, Jellena van Mill, Jildis Deumens (ritirata), Tirza Tjon Kwan Paw, Claudia Makiadi van den Driest, Roxanne Wassmer, Mandy Engels, Mieke Rozeman, Nancy Halsema, Michelle Zwoferink, Riquelle Pals | 15                 | Londra Berlino Reykjavík Ibiza |
| 6        | 26 agosto 2013    | Nikki Steigenga      | Anke Jabroer                                      | Cheyenne Naomi van Altena, Sharon Pieksma, Rosalie Boekholt, Milou Esmee van den Bosch e Demy Ben Yames, Soraya Schipper, Lotte Keijser, Kelsey-Aimée Hendrix, Baldijntje Klip, Daelorian van der Kolk, Bo Kossen                                 | 13                 | Copenaghen Milano Londra       |
| 7        | 1º settembre 2014 | Nicky Opheij         | Sanne de Roo                                      | Quinty Henskens, Aniek Arisse, Sagal Suleiman & Roos Samwell, Allison Augustus, Holly Mae Brood e Lincey Hegener, June Walton, Liz Lucasse, Aisha Kazumba, Debbie Dhillon                                                                         | 13                 | New York                       |
| 8        | 31 agosto 2015    | Loiza Lamers         | Rachel Swaab                                      | Eline Stapel (squalificata), Mandy Fiege (ritirata), Fleurine van Dalen, Demi Leussink, Yara Fay Burgers, Amy Selena van Hattem, Jackie Hendrix, Laurie Kruitbosch & Sterre Noa Groot, Celine Koningstein, Lisa Kapper                            | 13                 | Los Angeles                    |
| 9        | 30 agosto 2016    | Akke Marije Marinus  | Colette Kanza                                     | Nynke Bakker, Cherie Fransen (ritirata), Lyanne Bierings, Lena Damen, Sarah Liebregts & Arantxa Catriona Oosterwolde, Anne-Wytske Hoekstra, Denise Bon, Noor van Velzen, Emma Jackie Hagers                                                       | 12                 | Ibiza                          |
| 10       | 4 settembre 2017  | ♂ Montell van Leijen | ♂ Ritse de Jong                                   | ♂ Senna van Plateringen, ♀ Sanne Janssen & ♂ Quincy Sedney, ♀ Chelsey van der Heijden, ♂ Milan Carvalho & ♀ Daila Barneveld, ♂ Jamie Traets, ♀ Bonita van Nijen, ♀ Latanya Renfrum, ♀ Sanne de Kramer                                             | 12                 | Oslo                           |
| 11       | 3 settembre 2018  | ♂ Soufyan Gnini      | Cecilia Zevenhek, ♀ Rikkie Kolle & ♂ Tim van Riel | ♀ Sara Slikkerveer (ritirata), ♀ Fee van der Meijs, ♀ Ramanda Campbell, ♂ Bart van Houten, ♂ Danilo C. Juliet, ♀ Naomi Sauer, ♂ Daan Sanders ♀ | 11                 | TBD                            |